# فية الشاوردي، الفلاحية
فية الشاوردي (بالفارسية:روستای فیه شاوردی)، هي إحدى القری التابعة لريف سالمي في قسم خنافره من مقاطعة الفلاحية، في محافظة محافظة خوزستان الإيرانية.

## السكان
- حسب إحصاءات سنة 2006، بلغ إجمالي السكان في هذه القرية 2430 نسمة موزعين على 466 مسكن.[1]

## وصلات خارجية
- محافظة خوزستان نسخة محفوظة 6 مايو 2019 على موقع واي باك مشين.